# هيثر ماكلين
هيثر ماكلين (بالإنجليزية: Heather Maclean)‏ هي كاتِبة أمريكية، ولدت في 18 أكتوبر 1972 في سانت لويس في الولايات المتحدة.